# 照山岩男
照山 岩男（てるやま いわお、1903年8月30日 - 没年不詳）は、日本のゴルフ選手、ゴルフコース設計者、ゴルフ場支配人。九州初のプロゴルファー、学士プロゴルファー第2号（村上伝二に次ぐ）である。

## 経歴・人物
福岡市出身。父が筑豊の炭鉱王伊藤伝右衛門の会社の支配人をしていた関係で、伝右衛門の妻・伊藤白蓮（燁子）とともに、別府市の伊藤別荘（伝右衛門が白蓮のために建設したとされる）に一時滞在していたが、その間に、のちに白蓮事件を起こす宮崎龍介と白蓮が、1920年1月31日に初めて別府の楠港で出会った場に、ただ一人白蓮に連れられて立ち会っている。地域情報誌「月刊アドバンス大分」の1974年の記事において「その朝、別府桟橋まで宮崎を迎えに行く燁子（あきこ）に同行したが、黄八丈の袷に縫紋の羽織を着た燁子の姿をまぶしいまでに覚えている」と語っている。
1925年福岡県立中学修猷館を経て、法政大学に進学する。大学時代の夏休みに、九州初のゴルフ場である雲仙ゴルフ場で、キャディのアルバイトをしたことでゴルフと出会う。大学卒業後、福岡市の天神に運動具店を開店。そこに集ったゴルフに興味を持つ仲間とともに、手作りのゴルフ場を作成してゴルフに興じるうちに、本物のゴルフ場を建設する機運が持ち上がり、当時の福岡県知事が発起人となって、1930年、福岡県小郡市大保に、九州で2番目のゴルフコースとなる、福岡ゴルフ倶楽部大保コース（現・古賀ゴルフ・クラブ）としてオープンする。言い出した照山は、その専属プロとなり、九州初のプロゴルファーとなった。プロになるに際して、日本初のプロゴルファーである福井覚治に師事し、兵庫県の夙川に8か月間滞在して、当時まだ建設中であった宝塚ゴルフ場（現・宝塚ゴルフ倶楽部）で練習をしている。
1938年、乞われてフィリピン・マニラのワクワクコースの専属プロとなり、1944年に帰国するまで6年間務めている。戦後は、多くのゴルフコースの復興や新設に携わり、アマチュアに復帰。他のコースとの対抗戦にも出場している。
手掛けたコースは、1952年開場の福岡カンツリー倶楽部和白コースの設計監修、1959年開場の九州カンツリー倶楽部春日原ゴルフ場の設計監修、1964年開場の九州志摩カントリー倶楽部（現・芥屋ゴルフ倶楽部）のルーティング、1966年開場の芸南カントリークラブの設計、1974年開場の讃岐カントリークラブの設計、1976年開場の玉名カントリークラブの設計などである。